# Kaleidoscope (Chef'Special)
Kaleidoscope is een nummer van de Nederlandse band Chef'Special uit 2020. Het is de derde single van hun vierde studioalbum Unfold.
"Kaleodoscope" werd in de zomer van 2020 uitgebracht en op 10 juli van dat jaar verscheen er een videoclip bij de plaat, waarin de band teruggrijpt naar optredens, iets wat vanwege de coronapandemie op dat moment niet mogelijk was. Het nummer werd een mager succesje in Nederland, met een 21e positie in de Tipparade.

## Tracklijst
- Muziekdownload

1. "Kaleidoscope" - 3:04